# 愛華拉蒙特鯰
愛華拉蒙特鯰，為輻鰭魚綱鯰形目甲鯰科的其中一種，為溫帶淡水魚，分布於南美洲巴西托坎廷斯河上游流域，體長可達16公分，棲息在底層水域，生活習性不明。

## 扩展阅读
維基物種上的相關：愛華拉蒙特鯰